# Anne-Fatoumata M’Bairo
Anne-Fatoumata M'Bairo (ur. 8 maja 1993) – francuska judoczka. Zajęła siódme miejsce na mistrzostwach świata w 2017; uczestniczka zawodów w 2018 i 2019, a także zdobyła dwa srebrne medale w drużynie. Startowała w Pucharze Świata w latach 2013, 2015–2017, 2021 i 2022. Siódma na igrzyskach europejskich w 2019 i trzecia w drużynie. Siódma na mistrzostwach Europy 2021. Brązowa medalistka uniwersjady w 2017 i w drużynie w 2013. Wygrała igrzyska frankofońskie w 2017. Wicemistrzyni Francji w 2017 roku.